# 032c
032C é uma revista de língua inglesa, publicada semestralmente em Berlim (Alemanha) que fala sobre cultura contemporânea.
Contribuidores anteriores incluem Rem Koolhaas/OMA.